# Korejski preliv
Korejski preliv (korejsko 대한해협 Daehan Haehyeop, japonsko 対馬海峡 Cušima Kajkjo) je morski preliv na severozahodu Tihega oceana med Južno Korejo in Japonsko, ki povezuje Vzhodnokitajsko morje in Rumeno morje z Japonskim morjem. Preliv razdeljuje otok Cušima na 'zahodni kanal in vzhodni kanal.

## Geografija
Severni del ožine omejuje južna obala Korejskega polotoka, južni del pa japonska otoka Kjušu in Honšu. Široka je približno 200 km s povprečno globino med 90 in 100 metri. Zahodni kanal je globlji (do 227 metrov) in ožji od obeh.

### Tokovi
Del toka Kurošio se zliva preko preliva. Toplejši del toka imenuje tudi tok Cušima. Izvira ob Japonskih otokih in teče preko Japonskega morja. Ob otoku Sahalin na severu se razdeli in steče v Pacifik preko ožine La Perouse ter v Ohotsko morje preko preliva Tartarij. Značilnosti vode variirajo zaradi pritoka manj slane vode iz skozi preliv.

### Gospodarski pomen
Številne mednarodne plovne poti potekajo skozi preliv, mnoge od njih peljejo do pomembnejših južnokorejskih pristanišč. Tako Južna Koreja kot Japonska sta se odrekli teritorialnim zahtevam 3 navtične milje (5,6 km) od obale, da bi lahko ladje prosto plule skozi preliv. Potniški trajekti povezujejo Pusan na jugu Korejskega polotoka s Fukuoko, Cušima, Šimonosekijem in Hirošimo na Japonskem. Tudi otok Cušima ima povezavo s Fukuoko, južnokorejski otok Čedžu pa s Korejo. Trajekti povezujejo tudi Pusan in japonska mesta s Kitajsko.
Japonske teritorialne vode segajo samo 5,6 km v ožino, da bi jo lahko prečkale ameriške ladje, opremljene z jedrskim orožjem, brez kršitev japonske prepovedi jedrskega orožja na njihovem ozemlju.

## Zgodovina

### Zemeljski mostovi
V pleistocenskih poledenitvenih ciklih so bili Beringov preliv, Korejski preliv in Rumeno morje pogosto zoženi in Japonsko otočje je bilo verjetno pogosto povezano z Evrazijo preko Korejskega polotoka ali otoka Sahalin. Tudi Japonsko morje je bilo zaradi odsotnosti toplega toka Cušima skozi Korejski preliv verjetno večkrat poledenelo, kar je omogočilo mnogim rastlinam in velikim živalim, kot je danes izumrli Neumannov slon (Palaeoloxodon naumanni), prehod na Japonsko.

### Zgodnja zgodovina
Zgodovinsko so te ozke poti predstavljale ceste za zelo tvegane premike. Najkrajša razdalja med Pusanom v Južni Korej in otokom Cušima je približno 50 km, še enkrat toliko pa do otoka Iki na Japonskem.
Kraljestvo Jamataj je pošiljajo leta trajajoče diploatske odprave do kitajskih dinastij in se pri tem posluževale poti čez Korejski preliv in polotok za pridobivanje najnovejših tehnologij in kulture. V 6. stoletju posreduje ljudstvo kraljestva Pekče budizem najvzhodnejši Japonski (čas cesarja Kinmeja) preko preliva.

### Mongolske invazije
Korejsko-mogolska flota je dvakrat prečkala Korejski preliv med poskusoma invazij na Japonske otoke v letih 1274 in 1281. Uspelo jim je opustošiti otok Cušima, a Japoncev niso porazili. Tajfun, imenovan kamikaze (božji veter), naj bi rešil Japonsko pred invazijo Kublajkana v letu 1281.

### Invazije Vokou in Oej
Po mongolskem pustošenju na Cušimi je le-ta postala baza japonskih piratov. Korejska dinastija Čoson je leta 1419 poslala floto za izničenja piratske dejavnosti na otoku. Kasneje je Japonski dovolila omejeno trgovanje.

### Bitka pri Cušimi
Pomorska bitka med rusko in japonsko mornarico 27. in 28. maja 1905 se je zgodila v vzhodnem kanalu Korejskega preliva, vzhodno od Cušime in severko od Ikija. Ruska mornarica je bila pri tem uničena.

### Bitka v korejski ožini
Bitka v Korejskem prelivu je potekala na prvi dan korejske vojne 25.–26. junija 1950 med mornaricama Severne in Južne Koreje. Severnokorejska transportna ladja z več sto vojaki je želela spustiti tovor blizu Pusana, a jo je srečala južnokorejska patrulja in jo potopila. Gre za eno prvih dejanj vojne in pomembno zmago za Južno Korejo.

### Prihodnost
Že desetletja trajajo pogovori za gradnjo mostu ali predora med Japonsko in Južno Korejo, podobno kot v Kanalskem prelivu med Francijo in Veliko Britanijo.